# Kletorologion
Le Kletorologion de Philothée (en grec : Κλητορλόγιον, littéralement klesis, « invitation », et kletorion, « banquet ») est la plus complète et la plus importante liste des fonctions et des préséances (taktika) de la cour de Byzance. Il fut publié en septembre 899 sous le règne de l’empereur Léon VI le Sage.

## Fonction
Le Klētorologion fut publié en septembre 899 sous le règne de l’empereur Léon VI (né en 866, empereur en 886, décédé en 912) par Philothée, personnage dont on sait uniquement qu’il fut prōtospatharios et atriklinēs. À ce dernier titre, Philothée eut la responsabilité de recevoir les invités aux banquets impériaux (klētoria) et de les conduire à la place qui leur était assignée selon leur préséance dans la hiérarchie impériale. Dans la préface de son ouvrage, Philothée stipule qu’il a rédigé cet opuscule pour fournir « un exposé précis de l’ordre des banquets impériaux ainsi que des noms et de la dignité attachés à chaque titre, le tout compilé sur la base d’anciens klētorologia ». Et il recommande que cet ordre soit reconnu comme ordre officiel à la table impériale.

## Chapitres
Le livre de Philothée ne nous est parvenu que sous la forme d’un appendice aux derniers chapitres (52-54) du deuxième livre d’un traité ultérieur sur les cérémonies impériales, connu sous le nom de De ceremoniis et rédigé à la demande de l’empereur Constantin Porphyrogénète (né 905, emp. 913, décédé 959). Il comporte quatre chapitres :
- Le chapitre I sert d’introduction et présente brièvement l’ensemble des fonctions officielles de l’Empire byzantin ainsi que le rang de leurs titulaires à la cour. Celles-ci sont classées en cinq catégories : les ordres et rangs des « hommes à barbe » (i.e. les non-eunuques), les grandes fonctions de l’État, les fonctions subalternes des différents départements et ministères, les ordres et rangs des eunuques et les grandes fonctions de l’État réservées aux eunuques[4].
- Les chapitres II et III présentent l’ordre dans lequel les fonctionnaires doivent être présentés lors des banquets impériaux. Le chapitre II est réservé aux dignitaires les plus élevés, c’est-à-dire à ceux qui pouvaient être invités à la table de l’empereur, alors que le chapitre III traite des fonctionnaires de rangs moyens et inférieurs ainsi que des ambassades des autres patriarcats (Rome, Antioche et Jérusalem) et des ambassades étrangères (Arabes, Bulgares, Germains)[5],[6].
- Le chapitre IV est le plus dense. S’adressant à l’atriklinēs de la cour, il fournit des conseils sur la façon d’organiser les banquets tout au long de l’année en commençant par les célébrations de Noël. Deux notes de service lui sont attachées, la première sur les présents que l’empereur doit distribuer aux dignitaires en certaines occasions, la deuxième sur les salaires des fonctionnaires au service de l’atriklinēs[5],[6].
- Suit un court appendice (le chapitre 54 du De ceremoniis) qui contient la liste des fonctionnaires ecclésiastiques et leur préséance, de même que la Notitia episcopatuum du pseudo-Épiphane qui donne une liste des sièges épiscopaux[5].

## Étude de John B. Bury sur leKlētorologion
Dans son étude du système administratif impérial au IXe siècle, J. B. Bury (1861-1927), historien irlandais, philologue et spécialiste de l’histoire byzantine, fait d’abord un certain nombre de remarques concernant le texte de Philothée avant de reprendre, en les regroupant, les titres et fonctions mentionnés dans le Klētorologion.

### Remarques
Dans son introduction, Bury souligne les changements qui se sont produits de Dioclétien (correspondant aux premiers taktika) jusqu’à la fin du IXe siècle (époque du Klētorologion). Les fonctions se sont d’abord multipliées en dépit du fait que l’empire lui-même ait vu son étendue considérablement réduite. De vingt-huit hauts fonctionnaires dans la Notitia dignitatum, l’on passe à soixante. Il attribue ce phénomène d’une part à la création des thèmes qui entrainèrent une réorganisation complète de l’administration provinciale et au remplacement des anciens ministères du maitre des offices, du comte des largesses sacrées et du comte du domaine privé par un nombre beaucoup plus élevé de départements dont les fonctions étaient beaucoup plus restreintes. 
Il souligne également la nécessité de faire la distinction entre « titre » et « fonction ». Les détenteurs de titres se voyaient par ce moyen octroyer un rang à la cour, mais sans qu’une charge ne soit nécessairement associée à celui-ci, soit qu’il s’agisse de titres qui, comme ceux de césar, de nobilissimus et de curopalates étaient au VIe siècle réservés aux membres de la famille impériale, soit qu’il s’agisse de personnages à la retraite (consul, préfet, etc.), et dès lors n’occupant plus de fonction. On parlait alors de détenteurs de « fonctions honorifiques » (άπρακτοι) par opposition à ceux qui exerçaient effectivement ces charges (in actu positi ou έμπρακτοι). Au cours des VIIe et VIIIe siècles, les titres naguère associés à diverses charges se multiplièrent alors que celles-ci se vidaient de leur contenu. Souvent reliés à d’anciennes fonctions palatines comme les silentiarii, les mandatores ou les spatharii, ces titres formèrent bientôt des ordres dont le dignitaire le plus senior reçut le qualificatif de « proto ». Ainsi, le protosphatharios était le premier des spathaires. Devenus trop nombreux, certains de ces ordres se subdivisèrent. Ainsi, les patricies en vinrent à former deux classes : les patrices ordinaires ou περίβλεπτοι qui gardèrent comme insigne leur tablette de couleur ivoire et ceux à qui le titre de proconsul fut ajouté (άνθύπατοι καί πατρίκιοι) qui reçurent comme insigne une tablette de couleur pourpre. 
Quoique la chose ne prêtât guère à confusion à l’époque, il peut dès lors s’avérer difficile au lecteur contemporain de faire la différence entre ces « titres » et « fonctions ». Toutefois, l’un et l’autre étaient conférés de façon différente. Les titres étaient conférés par l’octroi d’insignes (διά βραβειών, sens premier du mot « brevet »), alors que les fonctions étaient soumises à la délivrance d’un acte de nomination (διά λόγου).

### Titres et fonctions
Philothée énumère, par ordre ascendant, dix-huit titres conférés par insignes. Toutefois, comme la dix-huitième et dernière position est occupée par deux titres ayant le même rang, on aboutit à un total de dix-neuf titres.
- 18   (a) στρατηλάτης (stratēlatēs)
- 18   (b) από επάρχων (apo éparchon)
- 17     σιλεντιάριος (silentiaire)
- 16     βεστήτωρ (bestētor)
- 15     μανδάτωρ (mandator)
- 14     κανδιδάτος (candidat)
- 13     στράτωρ (strator)
- 12     ύπατος (hypatos)
- 11     σπαθάριος (spathaire)
- 10     σπαθαροκανδιδάτος (spatharocandidat)
- 09     δισύπατος (dishypatos)
- 08     πρωτοσπαθάριος (protospathaire)
- 07     πατρίκιος (patrice)
- 06     (πατρίκιος και) ανθύπατος (patrice et anthypatos)
- 05     μάγιστρος (magistros)
- 04     ζωστή πατρικία (patricienne à ceinture)
- 03     κουροπαλάτης (couropalate)
- 02     νωβελήσιμος (nobellissime)
- 01     Καίσαρ (César)

Philothée regroupe en sept classes les hauts fonctionnaires qui recevaient leur charge par acte de nomination (διά λόγου). Les subordonnés de ces hauts fonctionnaires sont, quant à eux, regroupés en trois classes : les ταγματικοί (litt : hommes des tagmata) appartenant au personnel d’un domestique, les θεματικοί (litt : hommes des thèmes) appartenant au personnel d’un stratège, et les συγκλητικοί (sunklētikoi) regroupant le personnel des autres hauts fonctionnaires.
- στατηγοί (stratège ou gouverneur militaire d’un thème)
- δομέστικοι (domestiques, soit les quatre domestiques des tagmata et les autres)
- κριταί (hauts magistrats comprenant le préfet de la Ville, le quaestor sacri palatii et le secrétaire général
- σεκρετικοί (chefs des sekreta, bureaux de l’administration financière)
- δημοκράται (chefs des quatre dèmes de la cité : Bleus et Verts « dans » et « hors » les murs)
- στρατάρχαι (chefs de la garde impériale et de divers bureaux militaires)
- αξίαι ειδικαί (regroupe de hauts dignitaires faisant partie de l’entourage immédiat de l’empereur comme le basileopator, le recteur, le synkellos, etc.).